# Zyklon B

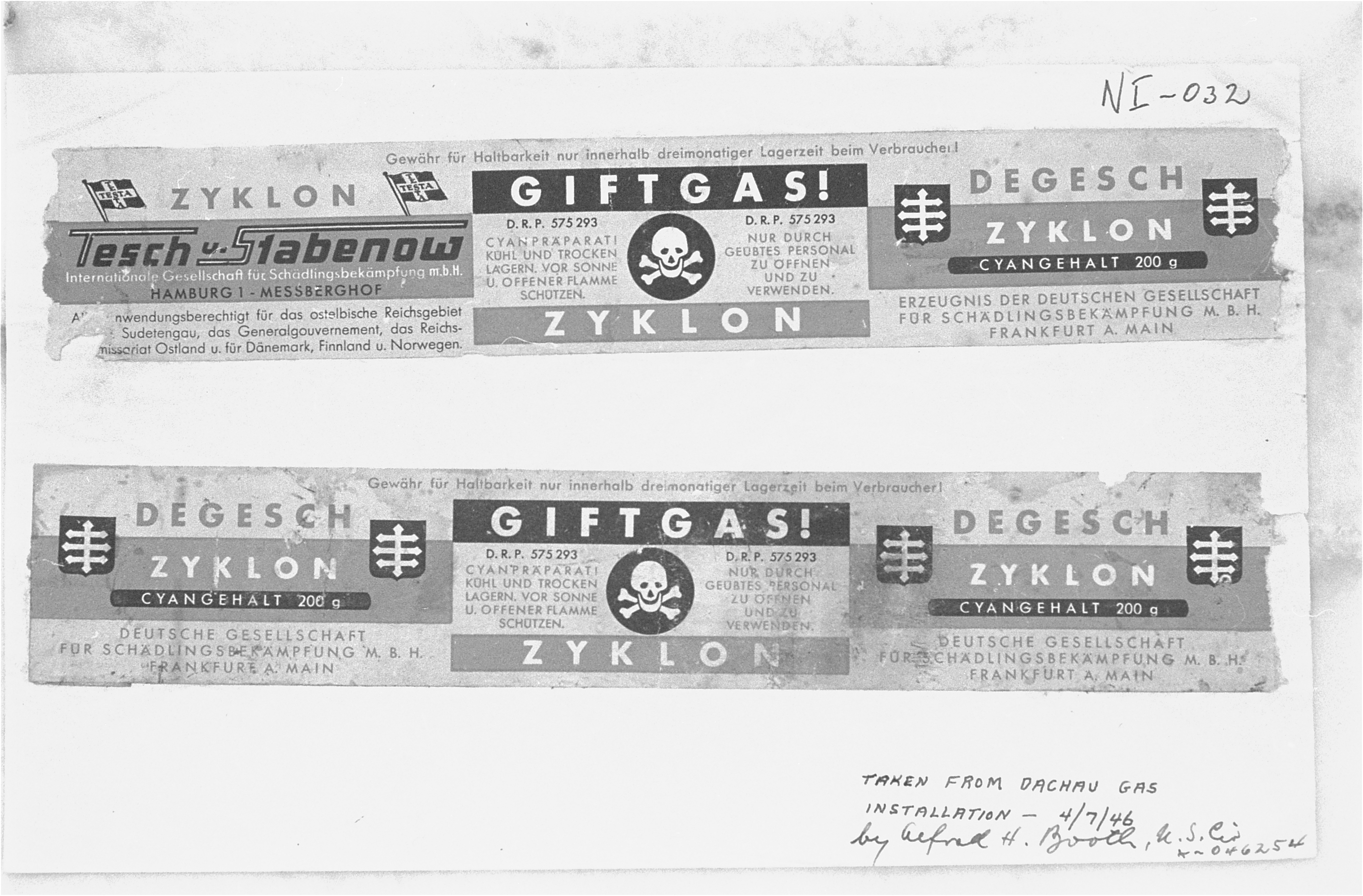
Zyklon B nhãn hiệu từ trại tập trung Dachau

Zyklon B (phát âm tiếng Đức [tsykloːn ˈbeː],hay được dịch là Cylone B) là tên thương mại của một loại thuốc trừ sâu Xyanua dựa trên phát minh của người Đức năm 1920.Thành phần của nó bao gồm axit Hydro xyanua(HCN) - một chất độc được cảnh báo là gây kích thích mắt và được hấp thu bởi một loại đá diatomite.Là một sản phẩm rất nổi tiếng đã được phát xít Đức sử dụng trong thảm họa diệt chủng Holocaust giết chết hàng triệu người trong các buồng khí ngạt tại Auschwitz-Birkenau, Majdanek và nhiều trại tập trung khác.

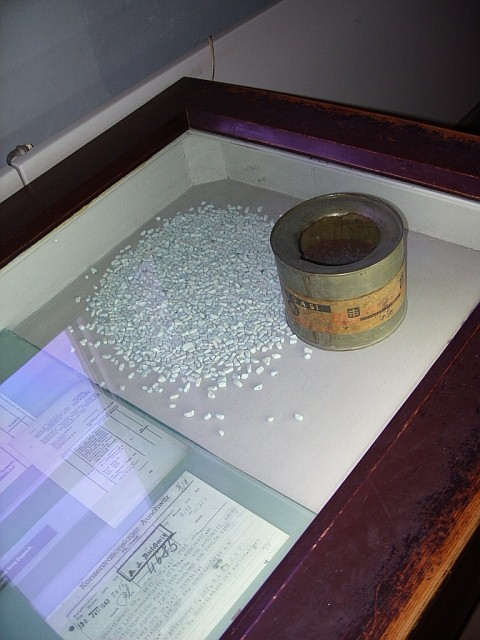
trưng bày tại bảo tàng Auschwitz

Hydro xyanua là một loại khí độc gây cản trở hô hấp của tế bào,lần đầu tiên được sử dụng như một loại thuốc trừ sâu tại Califonia năm 1880. Nghiên cứu tại Degesch,Đức đã cho ra đời một loại thuốc trừ sâu Zyklon (được biết đến với tên Zyklon A), một loại thuốc trừ sâu giải phóng hydro xyanua khi cho tiếp xúc với nước và nhiệt độ. Nó đã bị cấm sau khi được người Đức sử dụng như một loại vũ khí hóa học trong chiến tranh thế giới thứ nhất. Năm 1922, Degesch đã được mua bởi Degussa, là một nhóm các nhà khoa học bao gồm Walter Heerdt và Bruno Tesch, đã phát triển một phương pháp mới giúp đóng gói hydro xyanua trong hộp kín cùng với một loại chất hấp thu ổn định. Sản phẩm mới cũng được đặt tên là Zyklon, nhưng được biết đến nhiều nhất với tên Zyklon B để phân biệt với Zyklon A. Thường Zyklon được sử dụng như một loại thuốc trừ rận cho quần áo, nhà kho, xe lửa.

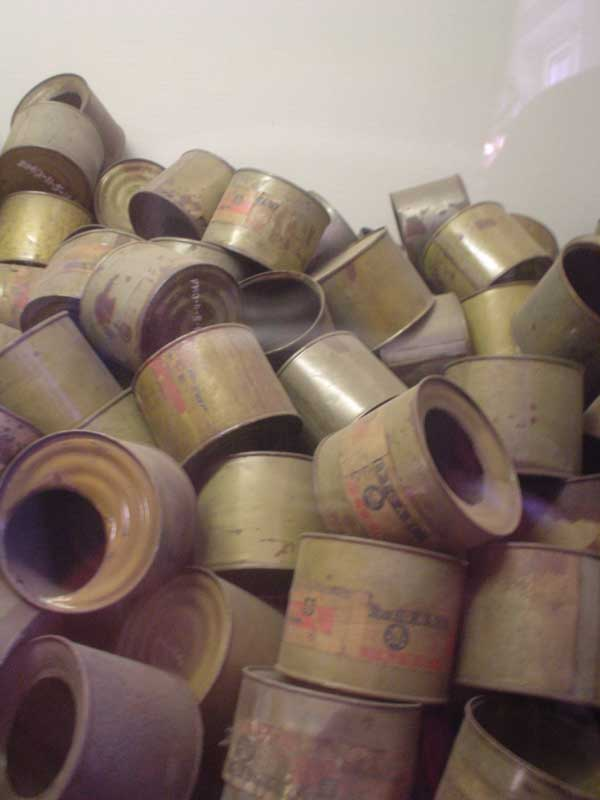
Những hộp khí độc đã qua sử dụng được quân đồng minh tìm thấy sau Chiến tranh thế giới thứ 2

Đầu những năm 1942, Zyklon B nổi lên là một trong những công cụ giết người ưa thích của phát xít Đức trong các trại tập trung trong diệt chủng Holocaust. Hàng triệu người đã bị giết bằng phương pháp này, chủ yếu là tại trại Auschwitz. Hydro xyanua ngày nay ít được sử dụng trong nông nghiệp như một loại thuốc trừ sâu, nhưng vẫn có các ứng dụng trong công nghiệp. Ngày nay Zyklon vẫn được sản xuất tại một số nước dưới các thương hiệu khác,trong đó bao gồm Detia-Degesch, kế thừa Degesch, đã đổi tên sản phẩm thành Cyanosil năm 1974.

## Sách tham khảo
- Bailer-Gallanda, B. (1991). Amoklauf gegen die Wirklichkeit: NS-Verbrechen und "revisionistische" Geschichtsschreibung (bằng tiếng Đức). J. Bailer, F. Freund, T. Geisler, W. Lasek, N. Neugebauer, G. Spenn, W. Wegner. Wien: Bundesministerium fuer Unterricht und Kultur. ISBN 978-3-901142-07-9.
- "Bekanntmachung der geprüften und anerkannten Mittel und Verfahren zur Bekämpfung von tierischen Schädlingen nach §10c Bundes-Seuchengesetz" [Announcement of tested and approved agents for use against animal rodents according to §10c Bundes-Seuchengesetz] (PDF). Bundesgesundheitsblatt: Bundesgesundheitsbl - Gesundheitsforsch - Gesundheitsschutz (bằng tiếng Đức). Quyển 43 số Suppl 2. Bundesinstitut für Risikobewertung. Spring 2000. Truy cập ngày 28 tháng 3 năm 2016.[liên kết hỏng]
- Browning, Christopher R. (2004). The Origins of the Final Solution: The Evolution of Nazi Jewish Policy, September 1939 – March 1942. Comprehensive History of the Holocaust. Lincoln: University of Nebraska Press. ISBN 0-8032-1327-1.
- Christianson, Scott (2010). The Last Gasp: The Rise and Fall of the American Gas Chamber. Berkeley: University of California Press. ISBN 978-0-520-25562-3.
- Đăng ký phát minh DE 438818, "Verfahren zur Schaedlingsbekaempfung", trao vào ngày 27 tháng 12 năm 1926, chủ sở hữu Deutsche Gesellschaft für Schädlingsbekämpfung mbH
- Dzombak, David A.; Ghosh, Rajat S.; Wong-Chong, George M. (2005). Cyanide in Water and Soil: Chemistry, Risk, and Management. Boca Raton: CRC Press. ISBN 978-1-4200-3207-9.
- Harmon, Brian; Stein, Mike (tháng 8 năm 1994). "Prussian Blue: Why the Holocaust Deniers are Wrong". The Nizkor Project. Bản gốc lưu trữ ngày 20 tháng 6 năm 2014. Truy cập ngày 25 tháng 9 năm 2014.
- Hayes, Peter (2004). From Cooperation to Complicity: Degussa in the Third Reich. Cambridge; New York; Melbourne: Cambridge University Press. ISBN 0-521-78227-9.
- Katz, Leslie (ngày 6 tháng 8 năm 1999). "Does name of county fair ride throw Jews for a loop?". J Weekly. San Francisco Jewish Community Publications. Truy cập ngày 5 tháng 8 năm 2015.
- Levy, Alan (2006) [1993]. Nazi Hunter: The Wiesenthal File (ấn bản thứ 2002). London: Constable & Robinson. ISBN 978-1-84119-607-7.
- Longerich, Peter (2010). Holocaust: The Nazi Persecution and Murder of the Jews. Oxford; New York: Oxford University Press. ISBN 978-0-19-280436-5.
- Markiewicz, Jan; Gubala, Wojciech; Labedz, Jerzy (1994). "A Study of the Cyanide Compounds Content in the Walls of the Gas Chambers in the Former Auschwitz and Birkenau Concentration Camps". Z Zagadnien Sqdowych. Số XXX. Institute for Forensic Research, Cracow. tr. 17–27. Bản gốc lưu trữ ngày 29 tháng 9 năm 2007. Truy cập ngày 25 tháng 9 năm 2014.
- "Mr. Death: The Rise and Fall of Fred A. Leuchter, Jr. (film transcript)". Fourth Floor Productions. 1999.
- Nelson, David L.; Cox, Michael M. (2000). Lehninger Principles of Biochemistry. New York: Worth Publishers. ISBN 1-57259-153-6.
- Piérot, Jean-Paul (ngày 5 tháng 12 năm 2013). "Zyklon B, pardon. Cyclone B". L'Humanité (bằng tiếng Pháp). Truy cập ngày 6 tháng 8 năm 2015.
- Piper, Franciszek (1994). "Gas Chambers and Crematoria". Trong Gutman, Yisrael; Berenbaum, Michael (biên tập). Anatomy of the Auschwitz Death Camp. Bloomington, Indiana: Indiana University Press. tr. 157–182. ISBN 0-253-32684-2.
- Pressac, Jean-Claude; Pelt, Robert-Jan van (1994). "The Machinery of Mass Murder at Auschwitz". Trong Gutman, Yisrael; Berenbaum, Michael (biên tập). Anatomy of the Auschwitz Death Camp. Bloomington, Indiana: Indiana University Press. tr. 183–245. ISBN 0-253-32684-2.
- Rees, Laurence (2005). Auschwitz: A New History. New York: Public Affairs. ISBN 1-58648-303-X.
- Shirer, William L. (1960). The Rise and Fall of the Third Reich. New York: Simon & Schuster. ISBN 978-0-671-62420-0.
- Staff (ngày 24 tháng 11 năm 2011). "Anger as rollercoaster shares same name with poison gas Zyklon used in Holocaust concentration camps". Mail Online. Truy cập ngày 5 tháng 8 năm 2015.
- Staff (ngày 4 tháng 12 năm 2013). "Cyclone B. La réaction de l'entreprise brestoise IPC". Ouest-France (bằng tiếng Pháp). Truy cập ngày 6 tháng 8 năm 2015.
- Staff (ngày 2 tháng 12 năm 2013). "French Firm's Cleaning Product Name Sounds Like Nazis' Zyklon B". The Jewish Press. Truy cập ngày 6 tháng 8 năm 2015.
- Staff (ngày 29 tháng 8 năm 2002). "Fury over Nazi gas sports shoe name". BBC News. Truy cập ngày 25 tháng 9 năm 2014.
- Staff (ngày 5 tháng 9 năm 2002). "Siemens retreats over Nazi name". BBC News. Truy cập ngày 25 tháng 9 năm 2014.
- Staff (ngày 11 tháng 8 năm 1993). "'Zyklon' Roller Coaster Sign Is Pulled After Jewish Outcry". New York Times. Truy cập ngày 5 tháng 8 năm 2015.
- Steinbacher, Sybille (2005) [2004]. Auschwitz: A History. Munich: Verlag C. H. Beck. ISBN 0-06-082581-2.
- United Nations Department of Economic and Social Affairs (2002). Consolidated List of Products Whose Consumption And/or Sale Have Been Banned, Withdrawn, Severely Restricted Or Not Approved by Governments: Chemicals. United Nations Publications. ISBN 978-92-1-130219-6.
- "Uragan D2" (bằng tiếng Séc). Lučební závody Draslovka a.s. Kolín. Bản gốc lưu trữ ngày 17 tháng 7 năm 2015. Truy cập ngày 16 tháng 7 năm 2015.